# Edin Šaranović
Edin Šaranović (Tešanj, 8 marzo 1976 – Monaco di Baviera, 22 agosto 2021) è stato un calciatore e allenatore di calcio bosniaco, di ruolo attaccante.
È il più veloce marcatore della storia della Prva HNL, nel 2004 con la maglia del Kamen Ingrad andò a segno a soli 10 secondi dal calcio di inizio ai danni dell'Inter Zaprešić.

## Carriera

### Nazionale
Con la nazionale bosniaca esordì il 15 agosto 2001 subentrando al posto di Hasan Salihamidžic nell'amichevole contro Malta. La seconda ed ultima partita con la nazionale la disputò il 1º settembre dello stesso anno subentrando al posto di Elvir Baljić contro l'Israele.

## Statistiche

### Cronologia presenze e reti in nazionale
| Cronologia completa delle presenze e delle reti in nazionale ― Bosnia ed Erzegovina | Cronologia completa delle presenze e delle reti in nazionale ― Bosnia ed Erzegovina | Cronologia completa delle presenze e delle reti in nazionale ― Bosnia ed Erzegovina | Cronologia completa delle presenze e delle reti in nazionale ― Bosnia ed Erzegovina | Cronologia completa delle presenze e delle reti in nazionale ― Bosnia ed Erzegovina | Cronologia completa delle presenze e delle reti in nazionale ― Bosnia ed Erzegovina | Cronologia completa delle presenze e delle reti in nazionale ― Bosnia ed Erzegovina | Cronologia completa delle presenze e delle reti in nazionale ― Bosnia ed Erzegovina |
| Data                                                                                | Città                                                                               | In casa                                                                             | Risultato                                                                           | Ospiti                                                                              | Competizione                                                                        | Reti                                                                                | Note                                                                                |
| ----------------------------------------------------------------------------------- | ----------------------------------------------------------------------------------- | ----------------------------------------------------------------------------------- | ----------------------------------------------------------------------------------- | ----------------------------------------------------------------------------------- | ----------------------------------------------------------------------------------- | ----------------------------------------------------------------------------------- | ----------------------------------------------------------------------------------- |
| 15-8-2001                                                                           | Sarajevo                                                                            | Bosnia ed Erzegovina                                                                | 2 – 0                                                                               | Malta                                                                               | Amichevole                                                                          | -                                                                                   | 46’                                                                                 |
| 1-9-2001                                                                            | Sarajevo                                                                            | Bosnia ed Erzegovina                                                                | 0 – 0                                                                               | Israele                                                                             | Qual. Mondiali 2002                                                                 | -                                                                                   | 79’                                                                                 |
| Totale                                                                              |                                                                                     | Presenze                                                                            | 2                                                                                   |                                                                                     | Reti                                                                                | 0                                                                                   |                                                                                     |

## Palmarès

### Competizioni nazionali
- Campionato bosniaco: 1

Sarajevo: 1998-1999
- Coppa di Bosnia: 1

Sarajevo: 2001-2002